# آدام هوچیلد
آدام هوچیلد (انگلیسی: Adam Hochschild؛ زادهٔ ۵ اکتبر ۱۹۴۲) نویسنده، روزنامه‌نگار، تاریخ‌نگار و مدرس اهل آمریکا است. معروف‌ترین اثرهای او عبارتند از: «شبح پادشاه لئوپولد» (۱۹۹۸)، برای «پایان دادن به همه جنگ‌ها»: داستانی از وفاداری و شورش، ۱۹۱۴–۱۹۱۸ (۲۰۱۱)، «زنجیر را دفن کنید» (۲۰۰۵)، «آینه در نیمه شب» (۱۹۹۰)، روح ناآرام٬ (۱۹۹۴) و «اسپانیا در قلب ما» (۲۰۱۶). «نیمه شب آمریکایی»: جنگ بزرگ، صلح خشونت‌آمیز، و بحران فراموش شده دموکراسی (۲۰۲۲).

## زندگی‌نامه
آدام هوچیلد در شهر نیویورک متولد شد. پدرش، هارولد هوچیلد، یهودی الاصل آلمانی بود. مادرش، مری مارکواند هوچشیلد، انگلیسی و اسکاتلندی‌تبار و دختر مورخ هنر پیشگام آلن مارکاند، و عموی او، بوریس سرگیفسکی، خلبان جنگنده جنگ جهانی اول در نیروی هوایی امپراتوری روسیه بود. پدربزرگ پدری او آلمانی الاصل، برتولد هوچیلد، یکی از بنیانگذاران شرکت معدنی (American Metal Company) بود.